# Възнесение Господне (Погулево)
„Възнесение Господне/Христово“ или „Свети Спас“ (на македонска литературна норма: „Вознесение Христово“, „Свети Спас“) е православна църква в радовишкото село Погулево, Северна Македония. Част е от Брегалнишката епархия на Македонската православна църква – Охридска архиепископия.
Храмът започва да се гради в 1940 година. Църквата е осветена в 1985 година от епископ Горазд Тивериополски, администратор злетовско-струмишки. Иконите са от иконописците Гаврил Атанасов от Берово, Дончо от Секирник и Васе Аджов от Велюса. Църквата не е изписана.